# Шурухин, Павел Иванович
Па́вел Ива́нович Шуру́хин (18 ноября 1912, село Соляной Ерик — 3 ноября 1956, Москва) — советский военачальник. Дважды Герой Советского Союза (1943, 1945), генерал-майор (3.08.1953).

## Биография

Могила Шурухина на Новодевичьем кладбище Москвы

Родился 18 ноября 1912 года в селе Соляной Ерик (ныне село Новоникольское Быковского района Волгоградской области).
В Советской Армии с 1931 года. В 1934 году окончил военную школу. Член КПСС с 1940 года. Участник советско-финской войны. В июне 1941 капитан. В ходе Великой Отечественной войны командовал стрелковым батальоном 6-го мото-стрелкового полка 1-й мото-стрелковой дивизии Западного фронта, партизанским отрядом в Гомельской области (1941—1942), объединённым партизанским отрядом в Орловской области (1942—1943), 132-м гвардейским стрелковым полком 42-й гвардейской стрелковой дивизии на Воронежском фронте, а также на 1-м и 2-м Украинских фронтах (июль 1943 — май 1945).
За умелое командование полком при форсировании Днепра, захват и удержание плацдарма удостоен высокого звания Героя Советского Союза с вручением ордена Ленина и медали «Золотая Звезда» (№ 1963). За успешный прорыв полком сильно укреплённой обороны противника на венгерской границе и отличие в боях в Карпатах награждён 2-й медалью «Золотая Звезда» (№ 4258).
В 1950 году окончил курсы командиров стрелковых дивизий при Военной академии имени М. В. Фрунзе, затем командовал полком. С 20 апреля 1950 года до последнего дня жизни командовал 70-й гвардейской стрелковой дивизией в 38-й армии Прикарпатского военного округа (управление дивизии — г. Ивано-Франковск). Депутат Верховного Совета СССР 2-го созыва (в 1946—1950 годах).
Скончался 3 ноября 1956 года на 44-м году жизни. Похоронен в Москве на Новодевичьем кладбище.

## Награды
- Две медали «Золотая Звезда» Героя Советского Союза (23.10.1943, 24.03.1945);
- два ордена Ленина (23.10.1943, 13.09.1944);
- два ордена Красного Знамени (07.03.1943, 19.11.1951);
- два ордена Красной Звезды (22.07.1941, 05.11.1946);
- медаль «Партизану Отечественной войны»;
- иными медалями.

## Память
- Бронзовый бюст Павла Ивановича Шурухина установлен в селе Новоникольское Волгоградской области.
- Его именем названа улица в Волгограде.